# 와이로아강 (북섬)

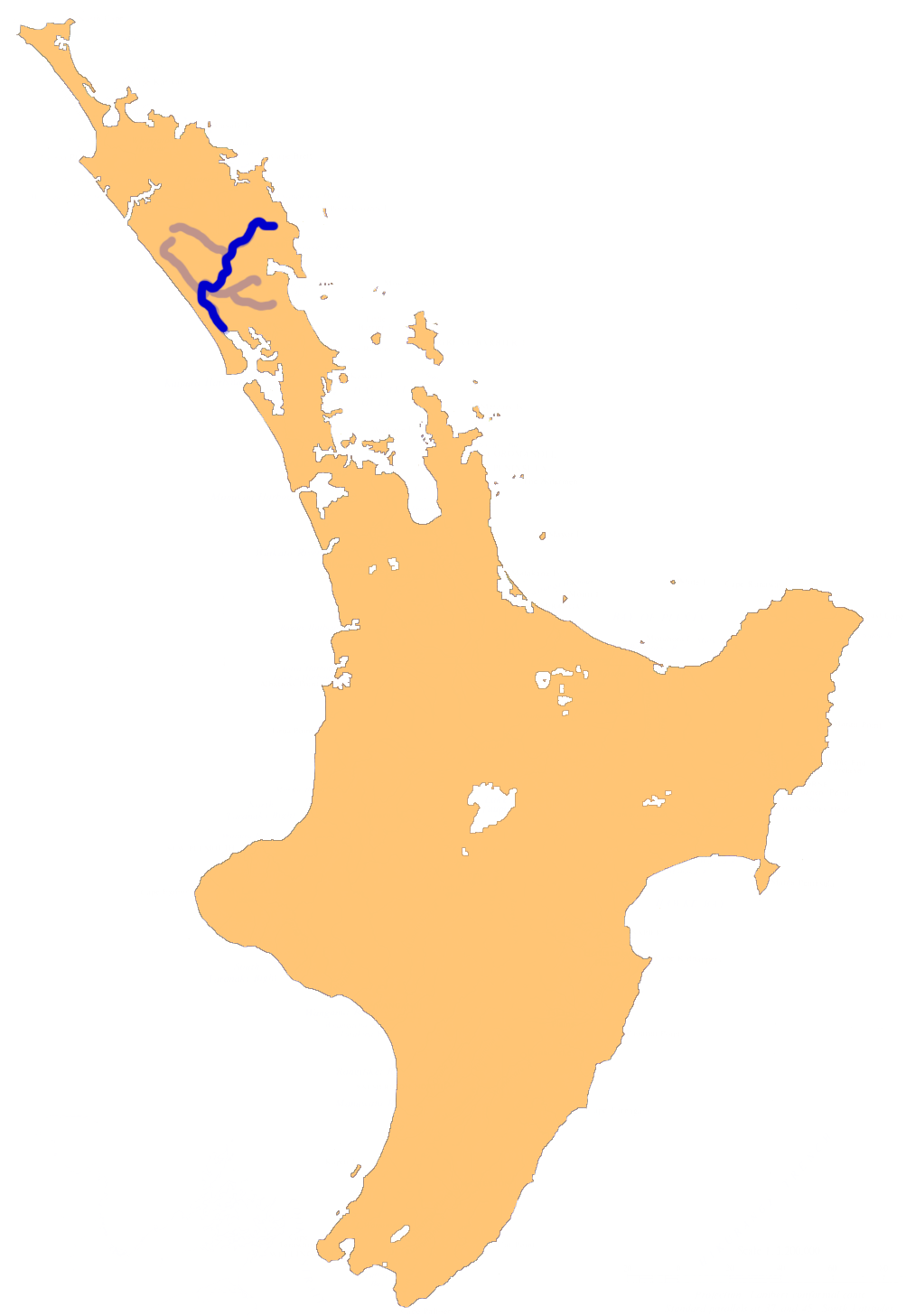
북섬의 와이로아강

와이로아강(Wairoa River)은 뉴질랜드 북섬에 있는 강으로 뉴질랜드 북섬에서 가장 긴 강이다. 길이는 150 km로 오클랜드 북부 반도의 북쪽까지 흘러간다. 상류에서 이 강은 두 개의 강에서 형성되는데, 마가누이강과 와이루아강이다. 이 두 개의 하천은 다가빌의 북동쪽에서 만나서, 와이로아강을 이룬다. 

## 개요

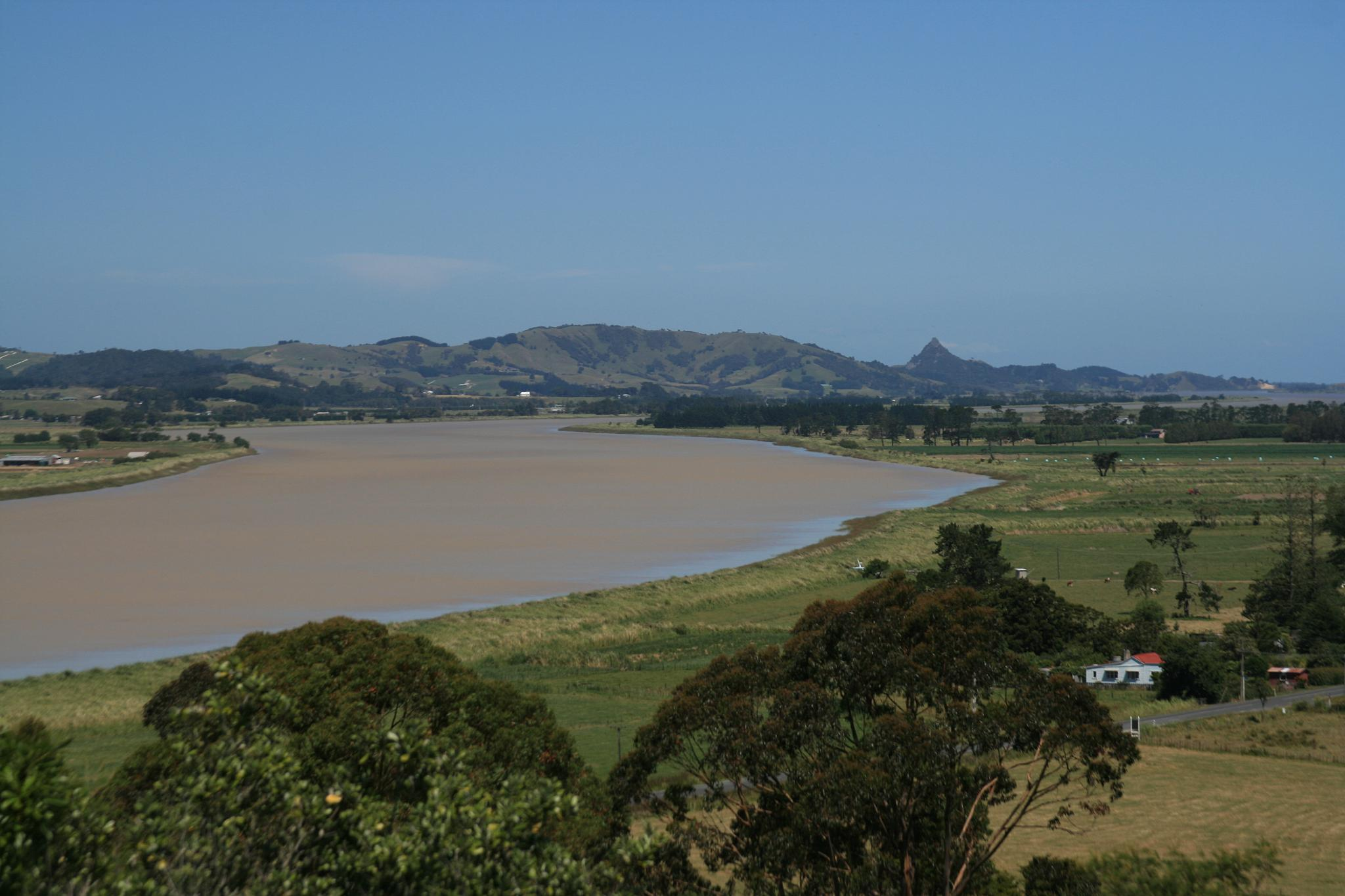
다가빌 근처의 와이로아강

와이로아강은 이곳에서 시작하여 남서쪽 다가빌과 남동쪽 40 km를 흘러 강 어어귀를 형하고, 카이파라항 북쪽 끝으로 흘러간다. 그 긴 흐름동안, 센 조수를 형성한다. 이 강은 때로는 북 와이로아강이라고 불린다. 세계에서 유일하게 거꾸로 흘러가는 강이며, 위쪽에 뻘이 있고, 물은 아래에 있다.